# João de Bettencourt Barcelos Machado
João de Bettencourt Barcelos Machado (Santa Cruz da Graciosa, 14 de Outubro de 1870 - ?) foi um advogado e notário português, bacharel formado em direito pelo Universidade de Coimbra.

## Biografia
Foi notário na comarca de Angra do Heroísmo, por decreto de 26 de Janeiro de 1899, e advogado nos auditórios da mesma comarca, por despacho do ministério de justiça de 31 de Outubro de 1903. Em Angra do Heroísmo teve também os cargos de administrador do concelho da Câmara Municipal de Angra do Heroísmo e Comissário da Polícia Pública.
Foi filho de Diogo de Barcelos Machado de Bettencourt e de D. Mariana Joaquina Ribeiro de Bettencourt.